# Afrikansk socialism

Den panafrikanska flaggan.

Det sydafrikanska och socialdemokratiska partiet ANC:s flagga.

Afrikansk socialism är en samling rörelser och ideologier vars målsättning är att föra socialdemokratiska och marxistiska former av socialistiska idéer till Afrikas länder. Afrikansk socialism representeras av olika afrikanska sakkunniga, politiker och aktivisters anammande av europeisk-socialistiska idéer och tillämpningar. Källorna till dessa strömningar är ett samröre med fackföreningar, europeiska arbetare, politiska partier och pan-afrikanska radikaler. Rörelsernas ursprung och historia är spritt och varierar över hela kontinenten.

## Ideologi
Enligt samhällsvetaren Paul Idahosa delade samtliga socialismer drag som gav en grund för nationalism och närmande till en postkolonial utveckling och ett nationsbildande. Först och främst fanns en vilja för en kombination av statligt ägande, en rättvis fördelning av rikedom, och att förbättra medborgarnas välmående; det andra draget bestod av det brådskande behovet av att besegra det underutvecklade Afrika och att "komma ikapp"; det tredje draget var att skapa relevanta, icke-kapitalistiska institutioner för att forma ekonomisk utveckling; och det fjärde var att skapa välbalanserade relationer av medborgarskapet som skulle kunna etablera sammanhållning mellan folket och staten. Socialistiska ideal växte fram och när kommunistiska partier var förbjudna användes deras föregångare som mallar för de nya självständighetspartierna. Många afrikanska ledare som såg kommunismen som ett hot var ändå imponerade av dess effektivitet och moderniserande åstadkommanden genom centralisering, planering och en enpartistat.
Enligt William H. Friedland och Carl G. Rosberg Jr. författare av boken "African Socialism" är några vanliga principer kring de olika socialismerna: att social utveckling leds av en stor offentlig sektor, att införliva den afrikanska identiteten och vad som menas med att vara afrikansk, samt undvikandet av de sociala klassernas utveckling inom samhället. Den allra första senegalesiska presidenten Léopold Senghor hävdade att "Afrikas sociala bakgrund som stamsamhälle inte bara gör socialism naturligt för Afrika utan utesluter validiteten av teorin om klasskamp," vilket därmed gör frikansk socialism, i alla dess varianter, olika marxism och europeisk socialistisk teori.

## Historik
De afrikanska socialismerna utvecklades först i korrelation med vågen av nationalism, då en stor del av Afrika var medlemmar av den alliansfria rörelsen och när de Afrikanska länderna räknades som en del av den så kallade tredje världen. I praktiken påbörjades rörelsen med den första självutnämnda socialistisk-nationalistiska revolutionen i Afrika, Gamal Abdel Nassers militärkupp i Egypten 1952 samt med globaliseringens möte med det socialdemokratiska Sydafrikas omfördelningspolitik enligt Idahosa.
I de länder där industriell kapitalism hade fått ett starkare fotfäste som Sydafrika, Egypten och Algeriet blev de spirande fackföreningarna ansatta av kommunistiska och socialistiska idéer. Föreningarna som främst blivit grundade av nybyggare och Europeiska akademiker fick socialismen lärd av de storstadsbaserade partierna. Strejkerna som pågick mellan 1906 och 1907 samt 1913 till 1914 i Sydafrika började med att bjuda in det fackliga tillsammans med socialistisk organisering och tillämpning för de vita arbetarna. Svarta arbetare gjorde detsamma 1918. Socialismens anspråk på social rättvisa skulle sedan påverka opinionen i Sydafrika angående arten av socialism och självständighet för folket.

### Nordafrikas Socialismer

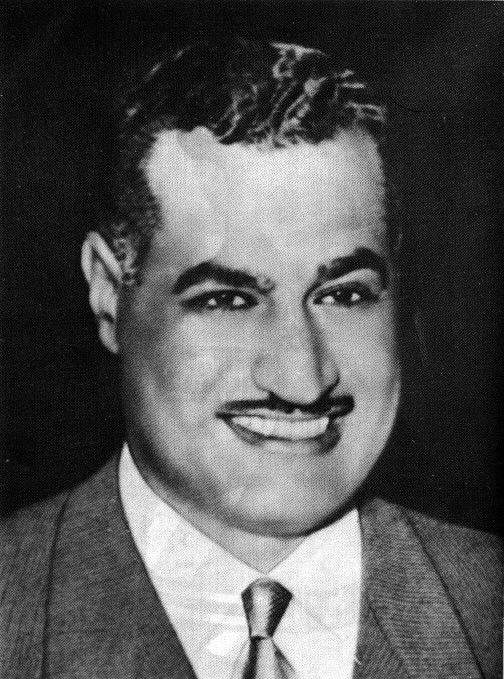
Gamal Abdal Nasser, Egyptisk president 1956-1970.

Då många afrikanska länder blev självständiga under 1960-talet nekade många nya regeringar idén om kapitalism till fördel för en mer afrocentrisk ekonomisk modell. Förespråkarna menade att detta varken var en motsats till kapitalism eller ett svar på det; utan något helt annorlunda. Nordafrikanska eller "Arabiska" Socialismer representeras av fyra perioder under andra halvan av 1900-talet. Nasseritiska Egypten 1960-1974, Bourguibas Tunisien 1954-1986, Algeriet från och med Ahmed Ben Bella och Boumédiènne, och al-Gaddafis Libyen 1969-2011. Dessa skulle kunna representera både de afrikanska socialismernas början och deras död enligt Idahosa.

### Afro-Marxism
Marxistiska socialismer representerades av afro-marxistiska regimer som kom till och försvann mellan 1963 och 1995 främst genom militärkupper. Enligt Idahosa inkluderas Kongo 1963-1991, Etiopien under Menigstu Haile-Miriam 1974 - 1991, Somalia under Siad Barre 1969-1991, Mathieu Kérékous Benin 1972-1991 och Didier Ratsirakas Madagaskar 1975-1993. En annan som kom till makten med våldsmetoder och använde en marxist-leninistisk retorik var Zimbabwes Robert Mugabe 1924 och framåt. Afro-marxismen kom till i en tid då synen på den tredje världen höll på att återuppväckas, men även i en tid då världsmarknaden upphandlades, och skulderna börjat växa.
Det fanns även mer traditionella marxister, Kap Verdes Amílcar Cabral 1924-1973, Angolas Augusthino Neto, och de moçambiqueanska Eduardo Mondlane och Samora Machel.

### Kommunismen och det revolutionära
Det allra första kommunistiska partiet i Afrika och arabvärlden grundades i Egypten 1921, där textilarbetare och transportörer blev utsatta för kommunistiska idéer efter det första världskriget. Den generella inriktningen av de egyptiska marxisterna och Socialisterna  var riktat mot arabvärlden och skulle sedan fortsatt göra sig uttryckt i Nasserismen. Den egyptiska kommunistiska rörelsen förblev dock desto mindre, den hade stor påverkan på den intellektuella marxismen genom att vara inblandad i debatten om socialism tills partiet upplöste 1965 som följd av inhemsk strid och Nassers bortträngning. De hade väldigt lite påverkan på den egyptiska politiken och var oförmögna att etablera en stor följeskara bland de många inhemska arbetarna, den välutvecklade fackföreningstraditionen eller bland miljonerna av bönder. De rörelser som omfattade revolutionära idéer var innan 1970-talet nästan helt icke-existerande. Ett undantag är det algeriska kommunistpartiet som formades 1936 och senare vanhedrade sig själva genom att placera de franska intressena över det algeriska folkets. Sedan fanns även det sudanska kommunistpartiet och det sydafrikanska kommunistpartiet. Det sydafrikanska partiet är det som återstår efter att de sudanesiska kommunisterna rensades ut av general Gaafar Nimeiry på 70-talet.